# Питър Понд
Питър Понд (на английски: Peter Pond) е канадски търговец на кожи, изследовател и картограф.

## Ранни години (1739/1740 – 1775)
Роден е на 18 януари 1739 или 1740 година в Милфорд, Кънектикът, САЩ, но по-голяма част от живота си прекарва в северозападна Северна Америка. Още в юношеска възраст се включва в търговията с кожи, в която участва баща му. Търгува главно в района на Минесота и Уисконсин. Чрез дейността си като търговец се запознава с други от неговата професия – Александър Хенри, Саймън Мактавиш и братята Томас, Бенджамин и Джоузеф Фробишър и заедно с тях създават Северозападната компания, която още със създаването си е в жестока конкуренция с другата подобна компания от Хъдсъновия залив.

## Експедиционна дейност (1775 – 1783)
В периода 1775 – 1776 г. участва в търговските походи на Бенджамин Фробишър.
През 1777 открива вливащата се от северозапад в езерото Питър Понд река Мети. По нея и по откритите от него реки Клируотър и Атабаска достига до езерото Атабаска (7900 км2, също открито от него).
През лятото на 1783 открива река Робска, левия ѝ приток река Пис Ривър и Голямото Робско езеро (вторично, 28,9 хил. км2). Понд съставя първата карта на района, която е представена през 1785 пред Конгреса на САЩ. По сведения, събрани от местните индианци, в нея той показва, че на север тече голяма река, която се влива в Северния ледовит океан. Тази информация е посрещната скептично от управляващите. Само четири години по-късно неговите сведения са потвърдени от заместилия го на поста му в Северозападната компания Александър Маккензи, който открива втората по големина река в Северна Америка – река Маккензи.

## Следващи години (1784 – 1807)
През 1784 г. Понд е замесен в две убийства и въпреки че съдът го оправдава, Северозападната компания го уволнява и на негово място назначава прочулия се по-късно Александър Маккензи. През 1790 Понд продава акциите си в компанията, връща се в родния си град и умира там през 1807 годинана 66-годишна възраст.

## Памет
- Неговото име носи езеро Питър Понд (55°55′ с. ш. 108°44′ з. д. / 55.916667° с. ш. 108.733333° з. д.) в Канада, провинция Саскачеван.